# 威尼斯之死

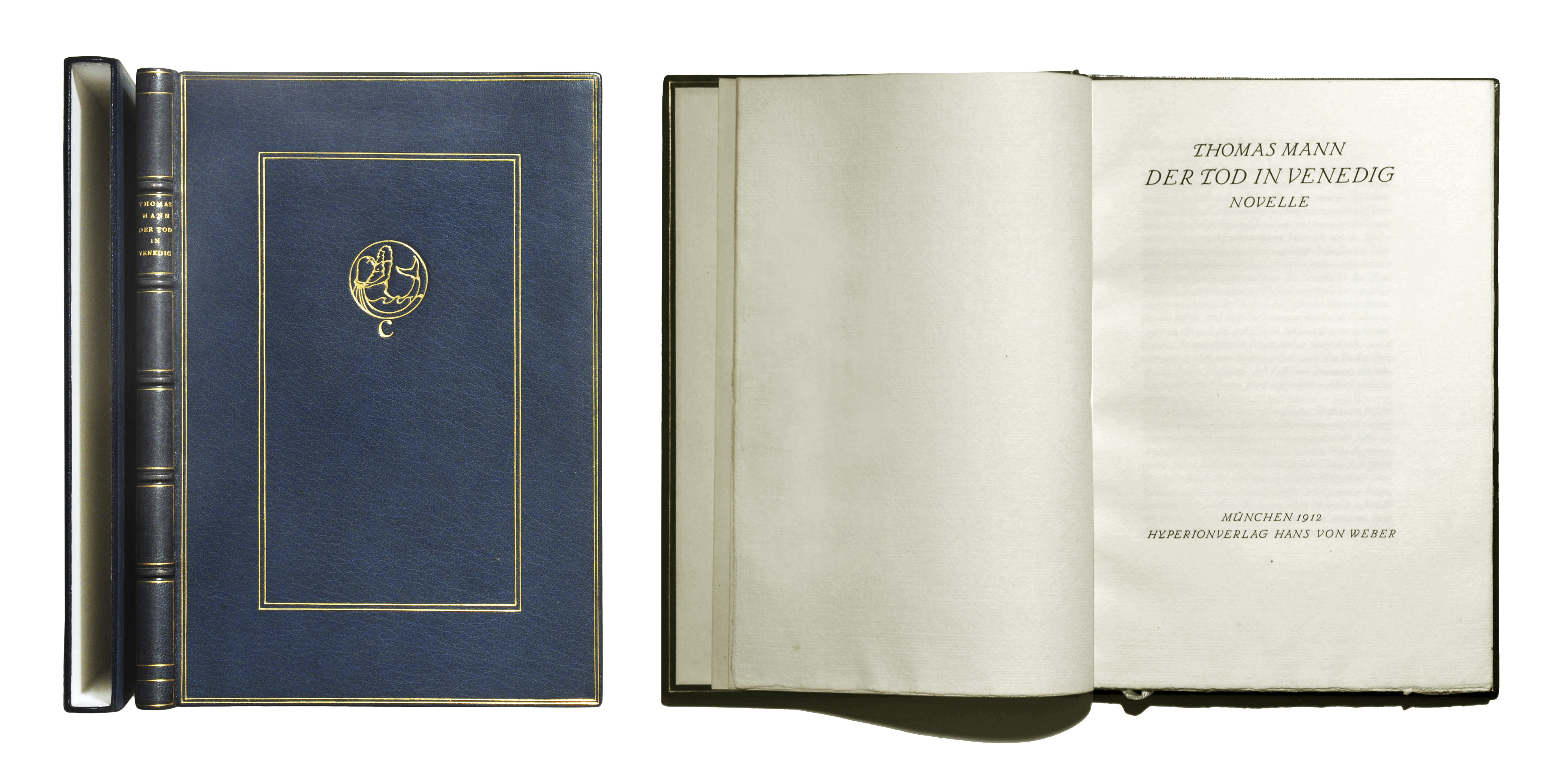
Der Tod in Venedig 1912

《威尼斯之死》（德語：Der Tod in Venedig，又譯《魂斷威尼斯》）是德國小說家托馬斯·曼的中篇小說，發表於1912年，被认为是托馬斯·曼最優秀的作品之一，最优秀的中篇小说。

## 情節
故事描寫一位德國慕尼黑的作家古斯塔夫·馮·奥森巴哈（Gustav von Aschenbach）因長年刻苦嚴謹的寫作生涯而感到倦怠。一天，他突然看见一个肩上扣着一只帆布包的怪傢伙似乎是去旅行，他這時“企图尽力摆脱本身的工作和刻板的、冷冰冰的、使人头脑发胀的日常事务”，於是前往水都威尼斯度假，住在麗都島的“至上飯店”（Hotel Exelsior）。
威尼斯华丽得化不开的美景，唤醒了奥森巴哈的内心长久的感性思维。在異國國度裡他邂逅一位美少年達秋（Tadzio），他深深愛上這位俊美如希腊雕像的波蘭少年，“長著一頭蜂蜜色的柔髮，鼻子秀挺，而且有一张迷人的嘴。”奧森巴哈認為“這不是自然界的塑造，也不是造形藝術至今所能創構的宏偉巨作”。他每每追隨著達秋，完全被激情所左右，幾乎是到達忘我的境界。少年達秋成為老年喪女的奧森巴哈的一種補償，他對少年由欣賞到讚嘆，再由讚嘆到關心。威尼斯的天气使他产生一种憋闷的感觉，他决定离开，退房结帐后，他又感到很懊悔，他想多看少年幾眼，結果行李送错了方向迫使他从车站返回飯店，這時他表面上看來鎮定，其實内心欣喜若狂。
此时此刻，威尼斯正爆发了一场霍乱，官方刻意将消息封鎖，奧森巴哈一開始並無知覺，當他發現遊客紛紛走避，逐漸了解事態的嚴重性，但為了多看達秋一眼，他竟不想離開被瘟疫所籠罩的威尼斯，继续在大街小巷跟踪那少年。後來他做了一場夢，夢見原始部落裡野蠻人正在放荡淫乱的進行祭神。他开始感觉到自己的衰老，为了博得对方的欢心，他開始染髮整容，好让自己焕發出青春的姿態。長時間的追逐，使他筋疲力竭，最終因為吃了過熟的草莓，而得霍亂使他一病不起，進而喪身在威尼斯這個城市，孤獨的死在荒涼的海灘上，老人垂死時最後的眼裡，仍是那位水仙花一般俊美的少年。而那少年曾与这老頭对过目外，则無視於他的存在，奧森巴哈甚至不曾與他對話。最後少年站在海邊，指了朝天的手勢，「美麗而蒼涼的手勢」，彷彿是死亡的另一種延續。奧森巴哈對少年的追求，是一個臨死的人對生命充滿眷戀、對美的追求與熱愛的象徵。

## 評價
《威尼斯之死》是一部充滿自傳氣息的小說，而奧森巴哈就是托馬斯·曼本人的化身，托馬斯·曼發表第一部作品時便享有盛譽，而慕尼黑時期正是他的創作最高峰。1911年春天，他與妻子凱蒂亞（Katia）曾前往威尼斯度假。在飯店的餐廳裡，他們見到波蘭一家人出遊，湯瑪斯曼在妻子面前對這家人品頭論足。他認為這家女孩的打扮太過刻板而拘泥，但相當漂亮，俊美的少年穿著水手服，圍著絲帶，扮相令人著迷。爾後托馬斯·曼常看海灘上望著這位美少年，少年一直被托馬斯·曼的目光吸引，但托馬斯·曼並沒有進一步的動作。凱蒂還記得她那位精通萊比錫（Leipzig）法典的叔叔粗暴的說：“這是什麼故事！一个有家室的男人！”（What a story! And a married man with a family!）
二十世紀全球最佳百大同性戀小說評選中，《威尼斯之死》榮登榜首。

## 改編作品
1971年被意大利現實主義大師維斯康蒂（Luchino Visconti）拍成同名電影，由狄·保加第（Dirk Bogarde）饰演奥森巴赫，比约恩·安哲森 （Björn Andrésen）饰演达秋，配以馬勒（Gustav Mahler）的第三和第五交響曲，是維斯康蒂“德國三部曲”中的第二部。影片曾获第25届英国电影学院奖多项奖项以及提名，但弗拉基米爾·納博可夫则認為《魂斷威尼斯》是一部低劣之作。
英國作曲家本杰明·布里顿（Benjamin Britten)曾經將《威尼斯之死》改編作歌劇（1973年）。英國廣播電台第三台(BBC Radio 3)的 Peter Wolf 亦曾將之改編為廣播劇（1997年）。

## 外部連結
- Bilder von Björn Andresen als Tadzio （页面存档备份，存于）
- Textdatei （页面存档备份，存于）
- Referat zum Thema Motive （页面存档备份，存于）